# Horatio Pettus Mackintosh Berney-Ficklin
Horatio Pettus Mackintosh Berney-Ficklin, britanski general, * 1892, † 1961.